# Elección general de Tanganica de 1960
Las elecciones generales se celebraron en Tanganica el 30 de agosto de 1960, tras el acuerdo del Reino Unido de establecer un autogobierno interno para el territorio. La Unión Nacional Africana de Tanganica ganó 70 de los 71 escaños elegidos, mientras que el otro fue para un miembro de TANU que se había opuesto al candidato oficial de TANU, e inmediatamente se unió a la facción de TANU después de ser elegido.

## Resultados
| Partido                              | Votos   | %    | Asientos |
| ------------------------------------ | ------- | ---- | -------- |
| Unión Nacional Africana de Tanganica | 100,581 | 82.8 | 70       |
| Congreso Nacional africano           | 337     | 0.3  | 0        |
| Independientes                       | 20,527  | 16.9 | 1        |
| Total                                | 121,445 | 100  | 71       |
| Fuente: Nohlen et al.                |         |      |          |